# Un asunto familiar (película de 2024)
Un asunto familiar —título original en inglés: A Family Affair— es una película de comedia romántica estadounidense dirigida por Richard LaGravenese y escrita por Carrie Solomon. La película está protagonizada por Nicole Kidman, Zac Efron, Joey King, Liza Koshy y Kathy Bates.
Netflix estrenó A Family Affair el 28 de junio de 2024.

## Sinopsis
Zara, de 24 años, está cansada de que la subestimen en su trabajo como asistente personal de la egocéntrica estrella de Hollywood, Chris Cole.
Poco tiempo después de que Zara se marcha, Chris llega a su casa para ofrecerle un puesto de asistente de producción, pero solo encuentra a Brooke porque Zara está haciendo recados. Cuando decide esperarla, él y Brooke se llevan bien. Cuando Zara regresa, sin saberlo, los sorprende teniendo sexo.
A Zara le prometen que no volverá a suceder, pero Chris invita a Brooke a cenar y antes de que se den cuenta, el jefe de Zara está teniendo una relación romántica secreta con su madre viuda.

## Reparto
- Zac Efron como Chris Cole[2]
- Joey King como Zara Ford[2]
- Nicole Kidman como Brooke Harwood, la madre de Zara.[2]
- Liza Koshy como Eugenia[2]
- Kathy Bates como Leila Ford, suegra de Brooke y abuela de Zara.[2]
- Shirley MacLaine[2]

## Producción
El 14 de junio de 2022, se reveló que Nicole Kidman, Zac Efron y Joey King serían los tres protagonistas. El 2 de agosto de 2022, se informó que Kathy Bates y Liza Koshy se unirían al elenco.
El rodaje tuvo lugar en Atlanta de agosto a octubre de 2022.

## Estreno
Netflix tenía previsto estrenar A Family Affair el 17 de noviembre de 2023. Sin embargo, el estreno de la película se pospuso debido al impacto de la Huelga SAG-AFTRA 2023 en Estados Unidos en la promoción de la película. Posteriormente se reprogramó su estreno para el 28 de junio de 2024.